# Та самая ночь
«Та самая ночь» — советский чёрно-белый широкоэкранный художественный фильм 1969 года, снятый режиссёрами Василием Паскару и Александром Муратовым на Киевской киностудии им. А. П. Довженко.
Премьера фильма состоялась в сентябре 1970 года. Фильм посмотрели 5,2 млн зрителей.

## Сюжет
Антон Черемис возвращается в родной город, где любит Ирину. Он вспоминает драматическую ночь, когда спас рабочих на ГЭС. Встретившись с Ириной, он предлагает ей уехать с ним и сыном. Возникают сложности, но в итоге они выбирают будущее вместе.

## В ролях
- Виталий Дорошенко — Антон Черемис
- Сильвия Сергейчикова — Ирина
- Лилия Дзюба — Жанна
- Екатерина Крупенникова — Лида
- Николай Крюков — Стожар
- Валерий Панарин — Егоров
- Игорь Стариков — Мотин
- Борис Юрченко — Кочубей
- Николай Яковченко — дед Трохим

## Съёмочная группа
- Сценарист: Виктор Становов
- Режиссёры: Василий Паскару, Александр Муратов
- Оператор: Михаил Чёрный
- Художник: Вульф Агранов
- Композитор: Евгений Зубцов
- Текст песен: Валерий Винарский
- Звукорежиссёр: Ариадна Федоренко